# La muerte del mayor Peirson, 6 de enero de 1781
La muerte del mayor Peirson, 6 de enero de 1781 es una gran pintura al óleo de 1783 de John Singleton Copley . Representa la muerte del Mayor Francis Peirson en la Batalla de Jersey el 6 de enero de 1781.

## Antecedentes
La Batalla de Jersey fue el último intento francés de apoderarse de la isla de Jersey, y una de las últimas batallas en las que fuerzas invasoras de origen extranjero atacaron islas británicas. La invasión fue organizada en privado por el barón Philippe de Rullecourt, pero financiada y apoyada por el gobierno francés. Tenía la intención de eliminar la amenaza que los buques de guerra británicos con base en Jersey representaban para los barcos estadounidenses en la Guerra de Independencia de los Estados Unidos .
Mil soldados franceses, aproximadamente, comandados por de Rullecourt y un indio, Mir Sayyad, desembarcaron en La Rocque, Grouville, en la noche del 5 al 6 de enero. Ocuparon St Helier temprano, la mañana del 6 de enero. Pillaron al vicegobernador de Jersey, Moses Corbet, en la cama. Aunque Corbet se rindió, Peirson, el comandante de 24 años de edad, al mando de unos dos mil soldados de la guarnición británica, se negó a rendirse. Mientras Peirson organizaba un contraataque, un disparo francés lo mató. El teniente Philippe Dumaresq, de la milicia de Jersey, tomó el mando de las fuerzas británicas, que comprendían destacamentos del 95.º Regimiento de Infantería, el 78.º de Highlanders y la Milicia de Jersey. Las fuerzas británicas sobrepasaron rápidamente a los franceses, la mayoría de los cuales se rindieron.

## La pintura
John Boydell, un exitoso grabador y editor y concejal de la ciudad de Londres, encargó a Copley que realizara una gran pintura, 251.5 por 365.8 centímetros. La escena muestra la última resistencia francesa en Royal Square, vista a lo largo de lo que ahora es Peirson Place, con los soldados franceses tomando su última posición alrededor de la estatua de George II . Se ven algunos refuerzos británicos en la colina en la parte superior izquierda. La estatua y algunos de los edificios representados siguen en pie (algunos con agujeros de bala causados por la batalla).
Aunque Peirson fue asesinado en los primeros lances de la batalla, la pintura muestra al mayor en el centro del cuadro, debajo de la gran bandera de la Unión, apoyado por otros oficiales. Peirson es derribado mientras va al frente de la carga final, dándosele, de este modo, un papel y un destino más heroicos. A la izquierda, su sirviente negro, Pompeyo, venga a su amo disparando al francotirador. Se cree que las representaciones de los oficiales que apoyan al herido Peirson son verdaderos retratos; el sirviente negro del subastador James Christie fue el modelo de Pompeyo, aunque no está claro si realmente tuvo algún papel en la batalla. Copley se basó para los civiles que huían hacia la derecha en los semblantes de su esposa, la enfermera de la familia y sus hijos.
Peirson llegó a ser un héroe nacional, y la pintura atrajo a multitudes cuando se exhibió por primera vez en el 28 de Haymarket, en mayo de 1784, con un coste de la entrada de un chelín.
Boydell fue el propietario de La muerte del mayor Peirson hasta su muerte, en 1804. Poco después, durante una venta en 1805 de la colección de Boydell, Copley volvió a adquirir la pintura. Posteriormente pasaría al hijo de Copley, Lord Lyndhurst. En 1864 la pintura fue adquirida por la National Gallery de Londres. Finalmente sería trasladada a la Tate Gallery en 1954, donde está en la actualidad.
Entre 1989 y 2010, se editó una copia de la obra en el billete de 10 libras de Jersey, habiendo aparecido antes en el billete de 1 libra.